# سيلفيان ريمي
سيلفيان ريمي (بالفرنسية: Sylvain Remy)‏ (15 نوفمبر 1980 - ) هو لاعب كرة قدم بنيني في مركز الدفاع، شارك في كأس الأمم الأفريقية 2004. ولعب مع نادي كليرمونت 63.

## مسيرته الكروية
لعب سيلفيان ريمي خلال مسيرته الاحترافية مع نادِ واحدٍ في موسم واحدًا ولم سجل خلالها أي هدف ضمن 0 مباراة. ولم يفوز بأي موسم بالكأس أو بالدوري.
خاض سيلفيان ريمي مسيرته مع نادي كليرمونت 63 في موسم 2003–04 لمدة موسم واحد، مشاركًا في 0 مباراة ولم يسجل أي هدف.

## وصلات خارجية
- سيلفيان ريمي على موقع قاعدة بيانات كرة القدم.إي يو (الإنجليزية)
- سيلفيان ريمي على موقع ناشيونال فوتبول تيمز (الإنجليزية)